# In Rainbows – From the Basement
 (mai 2022).
La mise en forme du texte ne suit pas les recommandations de Wikipédia : il faut le « wikifier ».
Les points d'amélioration suivants sont les cas les plus fréquents. Le détail des points à revoir est peut-être précisé sur la page de discussion.
- Les titres sont pré-formatés par le logiciel. Ils ne sont ni en capitales, ni en gras.
- Le texte ne doit pas être écrit en capitales (les noms de famille non plus), ni en gras, ni en italique, ni en « petit »…
- Le gras n'est utilisé que pour surligner le titre de l'article dans l'introduction, une seule fois.
- L'italique est rarement utilisé : mots en langue étrangère, titres d'œuvres, noms de bateaux, etc.
- Les citations ne sont pas en italique mais en corps de texte normal. Elles sont entourées par des guillemets français : « et ».
- Les listes à puces sont à éviter, des paragraphes rédigés étant largement préférés. Les tableaux sont à réserver à la présentation de données structurées (résultats, etc.).
- Les appels de note de bas de page (petits chiffres en exposant, introduits par l'outil «  Source ») sont à placer entre la fin de phrase et le point final[comme ça].
- Les liens internes (vers d'autres articles de Wikipédia) sont à choisir avec parcimonie. Créez des liens vers des articles approfondissant le sujet. Les termes génériques sans rapport avec le sujet sont à éviter, ainsi que les répétitions de liens vers un même terme.
- Les liens externes sont à placer uniquement dans une section « Liens externes », à la fin de l'article. Ces liens sont à choisir avec parcimonie suivant les règles définies. Si un lien sert de source à l'article, son insertion dans le texte est à faire par les notes de bas de page.
- La présentation des références doit suivre les conventions bibliographiques. Il est recommandé d'utiliser les modèles {{Ouvrage}}, {{Chapitre}}, {{Article}}, {{Lien web}} et/ou {{Bibliographie}}. Le mode d'édition visuel peut mettre en forme automatiquement les références.
- Insérer une infobox (cadre d'informations à droite) n'est pas obligatoire pour parachever la mise en page.

Pour une aide détaillée, merci de consulter Aide:Wikification.
Si vous pensez que ces points ont été résolus, vous pouvez retirer ce bandeau et améliorer la mise en forme d'un autre article.
In Rainbows – From the Basement est une vidéo live de 2008 du groupe de rock alternatif anglais Radiohead. Ils y jouent l'intégralité de leur album de 2007, In Rainbows, ainsi que des chansons de leurs deux albums précédents Hail to the Thief et Kid A.

## Production
Filmé en une journée dans le studio Hospital à Covent Garden, cette performance a fait partie de la série In The Basement de Nigel Godrich, collaborateur historique de Radiohead et généralement considéré comme le 6e membre du groupe. La performance était le premier épisode de la deuxième série du programme.
Radiohead a joué intégralement leur album de 2007 In Rainbows. Ils ont aussi interprété quelques chansons plus anciennes.

## Sortie
In Rainbows - From the Basement a été retransmise sur VH1 le 3 mai 2008.
Il a été suivi en 2012 par The King of Limbs: Live From the Basement.
En 2020, Radiohead a mis en ligne la performance sur YouTube.

## Liste des pistes
1. "15 Step" – 3:56
2. "Bodysnatchers" – 4:16
3. "House of Cards" – 5:29
4. "Bangers & Mash" – 3:31
5. "Videotape" – 4:47
6. "Reckoner" – 5:03
7. "Go Slowly" – 3:54
8. "All I Need" – 4:21
9. "Nude" – 4:21
10. "Weird Fishes/Arpeggi" – 5:20

Les morceaux supplémentaires diffusées sur VH1 incluent:
1. "Where I End And You Begin"
2. "Optimistic"
3. "The Gloaming"
4. "Myxomatosis

## Personnel
- Ed O'Brien - guitare, effets spéciaux, percussions, chœurs
- Colin Greenwood - guitare basse, clavier, percussions
- Jonny Greenwood - guitare, ordinateur portable, clavier, percussions, glockenspiel
- Philip Selway – batterie, percussions
- Thom Yorke – chant, guitare, piano, clavier, batterie